# Hoare–Laval-paktum
A Hoare–Laval-paktum Samuel Hoare brit külügyminiszter és Pierre Laval francia miniszterelnök által előterjesztett titkos javaslat, mely elő kívánta segíteni a abesszíniai háború befejezését. Olaszország meg akarta szerezni és az Olasz birodalomhoz csatolni a független Abesszínia (Etiópia) területét, továbbá megbosszulni az 1896-os advai csatában elszenvedett megalázó vereséget. A paktum Abesszínia felosztását vázolta fel, elősegítve Benito Mussolini olasz diktátor azon célját, hogy Abesszínia független nemzetét olasz gyarmattá tegye.
A javaslat Nagy-Britanniában és Franciaországban is nagy tiltakozást váltott ki, és végül nem valósult meg. Hoare elvesztette külügyminiszteri pozícióját.

## Előzményei
1935-ben kitört az abesszin válság és a második olasz–etióp háború. Angliában és a domíniumban a nép és az ellenzék egyaránt támogatta a Népszövetség szankcióit a fasiszta Olaszország ellen. Az angol  kormány abban bízott, hogy az Olaszország elleni szigorú szankciók visszatartják a náci Németországot a hasonló atrocitásoktól, és egy Népszövetség-párti platformmal meg is nyerte a novemberi általános választásokat.
1935. december 8-án Sir Samuel Hoare brit külügyminiszter francia kollégájával, Pierre Laval-val (aki miniszterelnök és egyben külügyminiszter is volt) a háború befejezésének lehetőségeiről tárgyalt. December 9-én a brit lapok kiszivárogtatták a megbeszélések azon részleteit, melyek szerint Etiópia jókora részét Olaszországnak tervezték adni, amennyiben az kilép a háborúból. Bár a brit kormány nem hagyta jóvá ezt az előzetes tervet, mégis úgy döntött, hogy mellé áll, hogy ne hozza Hoare-t kellemetlen helyzetbe. 

## Reakciók
A paktumról szóló kiszivárgott híreket a brit közvélemény nagy felháborodással fogadta.  December 10-én az ellenzéki Munkáspárt kijelentette, ha a paktum tartalmáról szóló beszámolók igazak, a kormány ellentmondásba keveredett saját Népszövetség-párti politikájával, amely segített neki megnyerni az 1935-ös választásokat.
A konzervatív többségű kormány alig törődött a baloldal véleményével, az viszont sokkal jobban aggasztotta, mikor hasonló támadás érte a jobboldal részéről. A The Times december 16-án publikált „Tevefolyosó” című cikkében leplezte le a paktumot. Cosmo Lang, Canterbury érseke a The Timesnak írt levelében elítélte a paktumot, és több más egyházi személy egyenesen Stanley Baldwinnak írta meg tiltakozását.
A konzervatív párt frakcióvezetője ezt mondta Baldwinnak: "Az embereink nem állnak ki emellett". Sir Austen Chamberlain a konzervatív külügyi bizottság előtt mondott beszédében elítélte a paktumot és kijelentette: "Úriember nem viselkedik így". Harold Nicolson később azt írta, sok álmatlan éjszakát okozott neki, hogy vajon képes lesz-e megtartani képviselői mandátumát.

### Franciaország
A francia képviselőház december 27-én és 28-án vitatta meg a paktumot, melyet a Népfront és Léon Blum egyaránt elítélt.

## Kimenetele
A brit kormány visszavonta a tervet, Hoare pedig lemondott. 1936 elején Olaszország új offenzívát indított, melyben ideggázt is bevetett, és 1936. május 5-én benyomult Addisz-Abebába 

## Fordítás
Ez a szócikk részben vagy egészben  a   Hoare–Laval Pact című angol Wikipédia-szócikk ezen változatának fordításán alapul.  Az eredeti cikk szerkesztőit annak laptörténete sorolja fel. Ez a jelzés csupán a megfogalmazás eredetét és a szerzői jogokat jelzi, nem szolgál a cikkben szereplő információk forrásmegjelöléseként.